# Quiet Please!
Quiet Please! é um filme de animação em curta-metragem estadunidense de 1945 dirigido e escrito por William Hanna e Joseph Barbera. Venceu o Oscar de melhor curta-metragem de animação na edição de 1946.